# 寺岛宗则

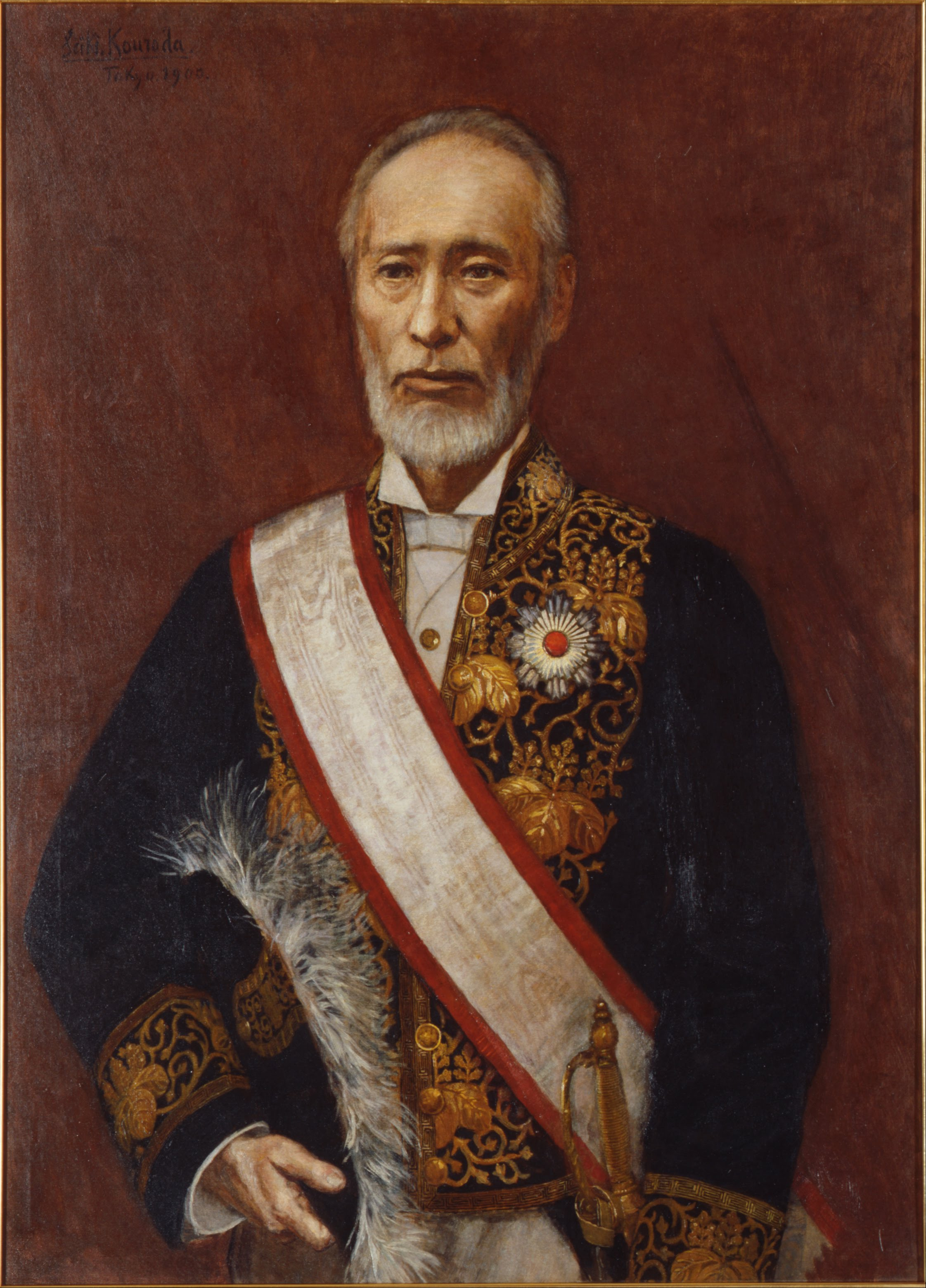
寺岛宗则伯爵

寺岛宗则（日语：／ Terashima Munenori，1832年6月21日—1893年6月6日），是日本伯爵，明治时期的政治家和实业家，他被当时誉为「日本电信之父」。1868年王政复古后，寺岛被任命为神奈川县知事，后于1873年进入明治政府中枢任参议兼外务卿。